# Ericeia setosipedes
Ericeia setosipedes là một loài bướm đêm trong họ Erebidae.